# Kane Ashcroft
Kane John Ashcroft (* 19. März 1986 in Leeds; † 8. Oktober 2015 ebenda) war ein englischer Fußballspieler.

## Karriere
Ashcroft gehörte im Jugendbereich Sheffield Wednesday an, bevor er im Sommer 2002 als Trainee (dt. Auszubildender) zu York City kam. Als zum Ende der Saison 2003/04 der Abstieg des Klubs aus der Football League bereits feststand, kam Ashcroft unter Spielertrainer Chris Brass am vorletzten Spieltag gegen Leyton Orient per Einwechslung zu seinem Pflichtspieldebüt und verpasste dabei mit seinem ersten Ballkontakt nur knapp einen Torerfolg. Am letzten Spieltag stand er dann an der Seite zahlreicher weiterer Nachwuchsspieler gegen Swansea City (Endstand 0:0) in der Startelf. Im November 2004 rückte er unter Interimstrainer Viv Busby anstelle des Gesperrten Darren Dunning wiederum in der Mittelfeldzentrale in die Startelf in der fünftklassigen Football Conference. Nach einem 2:1-Sieg gegen Carlisle United gehörte er auch im folgenden Spiel gegen Halifax Town zur Startelf, verletzungsbedingt fiel er anschließend aber wieder aus der Mannschaft. Von Busbys Nachfolger Billy McEwan erhielt er am Saisonende keinen Vertrag angeboten und verließ den Klub.
Im Oktober 2006 wurde er als Neuzugang bei Tadcaster Albion in der Northern Counties East Football League vorgestellt. Im Anschluss spielte er noch im Lokalfußball von Leeds für East End Park, mit dem Team gewann er 2007/08 die Meisterschaft in der Division 2 der West Yorkshire League und die West Riding County Challenge Trophy.
Beruflich war Ashcroft als Verkaufsberater in einem Fachgeschäft für Sanitär-, Heizungs- und Klimatechnik in seinem Wohnort Morley tätig. Bei Ashcroft wurde im Oktober 2014 Hodenkrebs diagnostiziert. Eine Chemotherapie und ein operativer Eingriff waren erfolglos, im Oktober 2015 starb er 29-jährig als Folge der Krebserkrankung an Nierenversagen im St James’s University Hospital in Leeds. Die Totenwache des Leeds-United-Fans wurde in deren Stadion Elland Road in der Gary Speed Suite abgehalten. Er hinterließ seine Frau und einen dreijährigen Sohn.